# Mestre Calcio 2000-2001
Questa pagina raccoglie le informazioni riguardanti il Mestre Calcio nelle competizioni ufficiali della stagione 2000-2001.

## Rosa
| N. |                   | Ruolo | Calciatore        |
| -- | ----------------- | ----- | ----------------- |
|    | Italia (bandiera) | D     | Cristian Arrieta  |
|    | Italia (bandiera) | D     | Andrea Basso      |
|    | Italia (bandiera) | C     | Mattia Biso       |
|    | Italia (bandiera) | C     | Andrea Bompan     |
|    | Italia (bandiera) | P     | Lorenzo Cima      |
|    | Italia (bandiera) | D     | Manuel Favaro     |
|    | Italia (bandiera) | C     | Francesco Felici  |
|    | Italia (bandiera) | P     | Luca Ferro        |
|    | Italia (bandiera) | A     | Sergio Floccari   |
|    | Italia (bandiera) | C     | Leonardo Malaguti |
|    | Italia (bandiera) | A     | Andrea Maniero    |
|    | Italia (bandiera) | D     | Pietro Mariniello |

| N. |                   | Ruolo | Calciatore          |
| -- | ----------------- | ----- | ------------------- |
|    | Italia (bandiera) | C     | Cristian Pallanch   |
|    | Italia (bandiera) | A     | Roberto Pasca       |
|    | Italia (bandiera) | D     | Paolo Pasqualin     |
|    | Italia (bandiera) | D     | Yuri Pellegrini     |
|    | Italia (bandiera) | A     | Massimo Pierotti    |
|    | Italia (bandiera) | C     | Alessandro Piovesan |
|    | Italia (bandiera) | A     | Stefano Polesel     |
|    | Italia (bandiera) | D     | Davide Scantamburlo |
|    | Italia (bandiera) | D     | Agostino Siviero    |
|    | Italia (bandiera) | C     | Luca Tabbiani       |
|    | Italia (bandiera) | A     | Alex Visentin       |